# Nueve Dragones (pintura)
Nueve Dragones (九龍 圖 卷 o 陳 容) es una pintura de desplazamiento manual, de derecha a izquierda, del artista chino Chen Rong de 1244. Representa la aparición de dragones que se elevan en medio de nubes, nieblas, remolinos, montañas rocosas y fuego, la pintura se refiere a las fuerzas dinámicas de la naturaleza en el Taoísmo. Los dragones representados están asociados con los nueve hijos del Rey Dragón, mientras que el número nueve se considera auspicioso en la astrología china y las creencias populares. Fue vendido por Yamanaka and Co., Nueva York, en 1917 por 25.000 dólares al Museo de Bellas Artes de Boston (fecha de ingreso: 14 de junio de 1917).

Nueve Dragones.

- Datos: Q15592269
- Multimedia: Nine Dragons (painting) / Q15592269